# Бруно Корреа
Бруно Корреа (порт. Bruno Correa, нар. 22 березня 1986, Американа) — бразильський футболіст, що грав на позиції нападника. Виступав за низку бразильських і закордонних клубів. Чемпіон Ірану

## Ігрова кар'єра
Бруно Корреа розпочав виступи на футбольних полях у 2009 році в складі костариканської команди «Сантос» (Гуапілес), в грав до 2010 року, взявши участь у 21 матчі чемпіонату. У другій половині 2010 року бразильський нападник грав у південнокорейському клубі «Інчхон Юнайтед».
На початку 2011 року Бруно Корреа став гравцем вірменського клубу «Бананц», у якому відзначався високою результативністю, та з 16 забитими голами став кращим бомбардиром чемпіонату Вірменії. У 2012 році бразилець перейшов до іранського клубу «Сепахан», у якому в цьому році став чемпіоном Ірану. У 2012—2013 роках Бруно грав у складі еміратського клубу «Аль-Наср» (Дубай), де відначився високою результативністю, забивши 16 голів у 23 матчах. У 2013—2014 роках бразильський нападник грав у іншому еміратському клубі «Дубай», проте за 12 проведених матчів у клубі він відзначився лише 2 забитими голами.
У 2014 році Бруно Корреа повернувся на батьківщину до клубу «Гуаратінгета», але ще в цьому році став гравцем клубу «Ботафогу». На початку 2015 року бразильський нападник перейшов до південнокорейського клубу «Сьонан Бельмаре», проте короткий час перейшов до бразильського клубу «Брагантіно». У 2016 році Бруно грав у бразильському клубі «Кампіненсе». На початку 2017 року футболіст перейшов до іншого бразильського клубу «Ріо-Бранко», а в другій половині року грав у складі таїландського клубу «Ейр Форс Юнайтед». У 2018 році бразильський нападник грав у складі гонконзького клубу «Істерн».
У 2019 році Бруно Корреа перейшов до таїландського клубу «Удон Тані», у складі якого відзначився високою результативністю, забивши 18 голів за 34 матчі за клуб. На початку 2020 року бразилець грав у складі клубу «Нова-Мутум», а в другій половині року перейшов до бахрейнського клубу «Аль-Хала», у складі якого завершив виступи на футбольних полях у 2021 році.

## Титули і досягнення
- Чемпіон Ірану (1):

«Сепахан»: 2011—2012
- Кращий бомбардир чемпіонату Вірменії: 2011 (16 голів)